# Landtag von Württemberg-Baden
Der Landtag von Württemberg-Baden war seit dem 10. Dezember 1946 das Nachfolgeparlament der am 30. Juni 1946 gewählten Verfassunggebenden Landesversammlung des nach dem Zweiten Weltkrieg in der amerikanischen Besatzungszone entstandenen Landes Württemberg-Baden. Das Landesparlament wurde am 17. Mai 1952 aufgelöst.

## Geschichte
Die Verfassunggebende Landesversammlung für Württemberg-Baden hatte am 24. Oktober 1946 den Verfassungsentwurf für das Land angenommen und den 24. November 1946 zum Wahltermin des ersten Landtages bestimmt. Zeitgleich mit der Wahl zum Landtag stimmten die Wähler darüber ab, ob die von der Verfassunggebenden Landesversammlung beschlossene Verfassung in Kraft treten sollte. Für den Verfassungsentwurf stimmten 921.628 der Wahlberechtigten, während er von 140.657 abgelehnt wurde. Am 28. November 1946 wurde die Verfassung verabschiedet.
Direktor des Landtags war Willy Körner.

### Landtagswahl 1946 und 1. Legislaturperiode
Die erste Landtagswahl erfolgte nach Wahlrecht und Wahlgesetz vom 16. Oktober 1946, so dass wie beim Vorparlament 100 Abgeordnete über die Wahlkreise und Landeslisten gewählt wurden. Bei einer Wahlbeteiligung von 71,7 % entfielen auf die CDU 38,4 %, auf die SPD 31,9 %, auf die DVP 19,5 % und auf KPD 10,3 % der Stimmen. Die CDU errang als stärkste Fraktion 39, die SPD 32, die DVP 19 und die KPD 10 Mandate.
Zur konstituierenden Sitzung des Landtages am 10. Dezember 1946 berief Alterspräsident Wilhelm Keil die Abgeordneten in den Festsaal des Furtbachhauses in Stuttgart. In der Plenarsitzung wurden Wilhelm Simpfendörfer (CDU) zum Präsidenten sowie Gustav Zimmermann (SPD) und Henry Bernhard (DVP) zu den Vizepräsidenten gewählt. Nach dem Rücktritt Simpfendörfers am 20. Dezember 1946 verfügten die Christdemokraten nicht mehr über eine Vertretung im Präsidium, das Amt des Landtagspräsidenten übernahm am 15. Januar 1947 Wilhelm Keil von den Sozialdemokraten. Nach dem Tod Zimmermanns am 1. August 1949 wählte der Landtag am 3. November 1949 Friedrich Töpper (SPD) zum Zweiten Vizepräsidenten, während Henry Bernhard Erster Vizepräsident wurde. Mitte Dezember 1946 bestätigte der Landtag die von Ministerpräsident Reinhold Maier (DVP) gebildete Allparteienkoalition.
Seit Sommer 1947 hatte der Landtag seinen Sitz im 1889 errichteten Eduard-Pfeiffer-Haus des Allgemeinen Bildungsvereins in der Heusteigstraße 45 in Stuttgart.
Am 18. Mai 1949 nahm der Landtag das Grundgesetz für die Bundesrepublik Deutschland an.

### Landtagswahl 1950 und 2. Legislaturperiode
Die zweite Landtagswahl fand am 19. November 1950 statt und es wurden wiederum 100 Abgeordnete gewählt. Bei einer Wahlbeteiligung von nur noch 57,2 % entfielen auf die SPD 33,0 %, auf die CDU 26,3 %, auf die DVP 21,1 % und auf das Wahlbündnis aus DG und BHE 14,7 % der Stimmen. Die SPD ging dieses Mal als stärkste Fraktion hervor und errang 34 Mandate, die CDU 28, die DVP 22 und das Wahlbündnis DG/BHE 16. Aufgrund der im Landtagswahlgesetz vom 5. Oktober 1950 vorgeschriebenen Fünf-Prozent-Hürde verfehlte die KPD mit einem Stimmenanteil von 4,9 % den Einzug ins Parlament.
Die konstituierende Sitzung des Landtages fand am 5. Dezember 1950 statt. In der Sitzung wurde Alterspräsident Wilhelm Keil (SPD) zum Landtagspräsidenten gewählt, Wilhelm Simpfendörfer (CDU) zum Ersten und Carl Schaefer (DVP) zum Zweiten Vizepräsidenten. Am 11. Januar 1951 wählte der Landtag Reinhold Maier erneut zum Ministerpräsidenten, der daraufhin eine Regierung aus Vertretern der DVP und SPD bildete.
Nach Artikel 2 des am 15. Mai 1952 von der Verfassunggebenden Landesversammlung Baden-Württembergs beschlossenen Gesetzes über die vorläufige Ausübung der Staatsgewalt im südwestdeutschen Bundesland („Überleitungsgesetz“) wurde der Landtag mit Wirkung vom 17. Mai 1952 aufgelöst.